# لیروی چمبرز
لیروی چمبرز (انگلیسی: Leroy Chambers؛ زادهٔ ۲۵ اکتبر ۱۹۷۲) بازیکن فوتبال اهل بریتانیا است.
از باشگاه‌هایی که در آن بازی کرده‌است می‌توان به باشگاه فوتبال شفیلد ونزدی، باشگاه فوتبال برافورد پارک آونیو، باشگاه فوتبال هاکنال تاون، باشگاه فوتبال آلترینچام، باشگاه فوتبال مکلسفیلد تاون، باشگاه فوتبال باکستون، باشگاه فوتبال ماتلوک تاون، باشگاه فوتبال کترینگ تاون، باشگاه فوتبال بوستون یونایتد، و باشگاه فوتبال درویلزدن اشاره کرد.